# Vijnana
Vijñāṇa (sanscrito, viññāṇa, pāli) è, nel canone pāli del buddismo theravāda, il termine che indica il quinto degli aggregati dell'esistenza, ossia la coscienza. È anche il terzo elemento della genesi dipendente. Come pure gli altri elementi degli aggregati dell'esistenza non è un unicum indivisibile, persistente e statico, ma è un flusso, un processo composto e in divenire. Non è quindi considerabile un'anima. Nei testi canonici, come ad esempio nell'Anattalakkhana Sutta (Saṃyutta Nikāya, XXII, 59) vi sono frequentemente attribuite le caratteristiche di impermanenza, sofferenza e non sé. In Majjhima Nikāya 38 è detto che «al di la delle condizioni, non c'è un sorgere della coscienza». Tuttavia nell'antico canone Pali è ben chiaro che il Buddha non enuncia nessuna teoria del non-Sé. Resta fuori da ogni teoria non essendo un filosofo. Insegnare una dottrina del Sé oppure del non-Sé avrebbe ricondotto nel pieno dualismo, appunto ciò che va superato.